# Dinurus scombri
Dinurus scombri är en plattmaskart. Dinurus scombri ingår i släktet Dinurus och familjen Hemiuridae. Inga underarter finns listade i Catalogue of Life.